# Alessandro Bisolti
Alessandro Bisolti (né le 7 mars 1985 à Gavardo) est un coureur cycliste italien.

## Palmarès
- 2006
  - Classement général du Tour de la Vallée d'Aoste
  - 2e de Zanè-Monte Cengio
  - 3e du Trophée MP Filtri
- 2007
  - Casalincontrada-Block Haus
  - 2e de Zanè-Monte Cengio
  - 3e du Trophée Tempestini Ledo
  - 3e de la Coppa Romano Ballerini
  - 3e du Trofeo Broglia Marzé Quintino
  - 3e du Tour de Lleida
  - 3e du Trofeo Gianfranco Bianchin
- 2008
  - 2e du Gran Premio San Basso
  - 3e du Mémorial Gerry Gasparotto
- 2018
  - 3e du Tour de Bihor

## Résultats sur les grands tours

### Tour d'Italie
4 participations
- 2010 : 74e
- 2015 : 49e
- 2016 : 81e
- 2020 : 90e

## Classements mondiaux
| Année                                 | 2006 | 2007 | 2008 | 2009 | 2010 | 2011 | 2012 | 2013 | 2014 | 2015 | 2016  | 2017 | 2018 | 2019 | 2020  | 2021  | 2022 | 2023  |
| ------------------------------------- | ---- | ---- | ---- | ---- | ---- | ---- | ---- | ---- | ---- | ---- | ----- | ---- | ---- | ---- | ----- | ----- | ---- | ----- |
| Classement mondial                    |      |      |      |      |      |      |      |      |      |      | 2585e | 981e | 956e | 696e | 1958e | 1440e | nc   | 2770e |
| UCI Europe Tour                       | 213e | 245e | 701e | nc   | 660e | 639e | 391e | nc   | nc   | 758e | 1735e | 615e | 696e | 512e | 1429e | 1025e | nc   | nc    |
| UCI Asia Tour                         | nc   | nc   | nc   | nc   | nc   | nc   | nc   | nc   | 427e | nc   | nc    | nc   | 374e |      |       |       |      |       |
|                                       |      |      |      |      |      |      |      |      |      |      |       |      |      |      |       |       |      |       |
| Légende : nc = non classéSource : UCI |      |      |      |      |      |      |      |      |      |      |       |      |      |      |       |       |      |       |